# Saint-Ouen-des-Champs
Saint-Ouen-des-Champs foi uma antiga comuna francesa na região administrativa da Normandia, no departamento de Eure. Estendia-se por uma área de 6,17 km². Em 2010 a comuna tinha 293 habitantes (densidade: 47,5 hab./km²).
Em 1 de janeiro de 2018, passou a formar parte da nova comuna de Le Perrey.